# Diaphus dahlgreni
Diaphus dahlgreni és una espècie de peix de la família dels mictòfids i de l'ordre dels mictofiformes. És un peix marí i d'aigües profundes que viu fins als 320 m de fondària. Es troba a Malàisia.